# Млини (Опольське воєводство)
Млини (пол. Młyny) — село в Польщі, у гміні Рудники Олеського повіту Опольського воєводства.
Населення — 325 осіб (2011).
У 1975-1998 роках село належало до Ченстоховського воєводства.

## Демографія
Демографічна структура станом на 31 березня 2011 року:
|          | Загалом | Допрацездатний вік | Працездатний вік | Постпрацездатний вік |
| -------- | ------- | ------------------ | ---------------- | -------------------- |
| Чоловіки | 162     | 23                 | 115              | 24                   |
| Жінки    | 163     | 28                 | 90               | 45                   |
| Разом    | 325     | 51                 | 205              | 69                   |